# Rudolf Riedl
Rudolf Peter Riedl (ur. 7 czerwca 1907 w Wiedniu, zm. 4 grudnia 1994 w Salzburgu) – austriacki łyżwiarz szybki, brązowy medalista mistrzostw Europy.

## Kariera
Największy sukces w karierze Rudolf Riedl osiągnął w 1932 roku, kiedy zdobył brązowy medal podczas wielobojowych mistrzostw Europy w Davos. W zawodach tych wyprzedzili go jedynie dwaj reprezentanci Finlandii: Clas Thunberg oraz Ossi Blomqvist. W poszczególnych biegach Riedl był tam drugi na 500 m, trzeci na 5000 i 10 000 m oraz czwarty w biegu na 1500 m. Był to jedyny medal wywalczony przez niego na międzynarodowej imprezie tej rangi. W tej samej konkurencji był też między innymi szósty na mistrzostwach Europy w Davos w 1929 roku oraz rozgrywanych dwa lata później mistrzostwach świata w Helsinkach. W 1928 roku wystartował na igrzyskach olimpijskich w Sankt Moritz, gdzie jego najlepszym wynikiem było 22. miejsce na dystansie 1500 m. 